# Ecuador en la Copa América 2011
La selección de Ecuador fue uno de los 12 equipos participantes de la Copa América 2011, torneo que se llevó a cabo entre el 3 y el 24 de julio de 2011 en Argentina. El conjunto disputó su decimosexta Copa América consecutiva.
En el sorteo realizado el 11 de noviembre en La Plata, la selección de Ecuador quedó emparejada en el Grupo B junto a Brasil, Venezuela y Paraguay, con quien debutó.

## Enfrentamientos previos
| Fecha                   | Lugar         |           |                      | Resultado |                      |           |
| ----------------------- | ------------- | --------- | -------------------- | --------- | -------------------- | --------- |
| 4 de septiembre de 2010 | Zapopan       | México    | Bandera de México    | 1:2       | Bandera de Ecuador   | Ecuador   |
| 7 de septiembre de 2010 | Barquisimeto  | Venezuela | Bandera de Venezuela | 1:0       | Bandera de Ecuador   | Ecuador   |
| 8 de octubre de 2010    | Nueva Jersey  | Ecuador   | Bandera de Ecuador   | 0:1       | Bandera de Colombia  | Colombia  |
| 12 de octubre de 2010   | Montreal      | Ecuador   | Bandera de Ecuador   | 2:2       | Bandera de Polonia   | Polonia   |
| 17 de noviembre de 2010 | Quito         | Ecuador   | Bandera de Ecuador   | 4:1       | Bandera de Venezuela | Venezuela |
| 9 de febrero de 2011    | La Ceiba      | Honduras  | Bandera de Honduras  | (4)1:1(5) | Bandera de Ecuador   | Ecuador   |
| 26 de marzo de 2011     | Madrid        | Colombia  | Bandera de Colombia  | 2:0       | Bandera de Ecuador   | Ecuador   |
| 29 de marzo de 2011     | La Haya       | Perú      | Bandera de Perú      | 0:0       | Bandera de Ecuador   | Ecuador   |
| 20 de abril de 2011     | Mar del Plata | Argentina | Bandera de Argentina | 2:2       | Bandera de Ecuador   | Ecuador   |
| 28 de mayo de 2011      | Nueva Jersey  | Ecuador   | Bandera de Ecuador   | 1:1       | Bandera de México    | México    |

## Jugadores
| #     | Nombre              | Posición       | Edad           | Club                     |
| ----- | ------------------- | -------------- | -------------- | ------------------------ |
| 1     | Marcelo Elizaga     | Portero        | 39             | Deportivo Quito          |
| 2     | Geovanny Caicedo    | Defensa        | 30             | Liga de Quito            |
| 3     | Frickson Erazo      | Defensa        | 23             | El Nacional              |
| 4     | Luis Checa          | Defensa        | 27             | Deportivo Quito          |
| 5     | Oswaldo Minda       | Mediocampista  | 27             | Deportivo Quito          |
| 6     | Christian Noboa     | Mediocampista  | 26             | Rubin Kazan              |
| 7     | Michael Arroyo      | Mediocampista  | 24             | San Luis                 |
| 8     | Edison Méndez       | Mediocampista  | 32             | Emelec                   |
| 9     | Felipe Caicedo      | Delantero      | 22             | Levante                  |
| 10    | Walter Ayoví        | Defensa        | 31             | Monterrey                |
| 11    | Christian Benítez   | Delantero      | 25             | America                  |
| 12    | Máximo Banguera     | Portero        | 25             | Barcelona                |
| 13    | Néicer Reasco       | Defensa        | 33             | Liga de Quito            |
| 14    | Segundo Castillo    | Mediocampista  | 29             | Deportivo Quito          |
| 15    | David Quiroz        | Mediocampista  | 28             | Emelec                   |
| 16    | Antonio Valencia    | Mediocampista  | 25             | Manchester United        |
| 17    | Edson Montaño       | Delantero      | 20             | Gent                     |
| 18    | Geovanny Nazareno   | Defensa        | 23             | Barcelona                |
| 19    | Norberto Araujo     | Defensa        | 32             | Liga de Quito            |
| 20    | Diego Calderón      | Defensa        | 25             | Liga de Quito            |
| 21    | Gabriel Achilier    | Defensa        | 26             | Emelec                   |
| 22    | Alexander Domínguez | Portero        | 24             | Liga de Quito            |
| 23    | Narciso Mina        | Delantero      | 28             | Independiente Jose Teran |
| D. T. | Reinaldo Rueda      | Reinaldo Rueda | Reinaldo Rueda | Reinaldo Rueda           |

## Participación
- Los horarios corresponden a la hora de Argentina (UTC-3)[n. 1]

### Partidos
| Fecha       | Ciudad   | Instancia      | Local     |                      | Resultado |                    | Visitante |
| ----------- | -------- | -------------- | --------- | -------------------- | --------- | ------------------ | --------- |
| 3 de julio  | Santa Fe | Fase de grupos | Paraguay  | Bandera de Paraguay  | 0:0       | Bandera de Ecuador | Ecuador   |
| 9 de julio  | Salta    | Fase de grupos | Venezuela | Bandera de Venezuela | 1:0 (0:0) | Bandera de Ecuador | Ecuador   |
| 13 de julio | Córdoba  | Fase de grupos | Brasil    | Bandera de Brasil    | 4:2 (1:1) | Bandera de Ecuador | Ecuador   |

### Primera fase - Grupo B
| Equipo    | Pts | PJ | PG | PE | PP | GF | GC | Dif |
| --------- | --- | -- | -- | -- | -- | -- | -- | --- |
| Brasil    | 5   | 3  | 1  | 2  | 0  | 6  | 4  | 2   |
| Venezuela | 5   | 3  | 1  | 2  | 0  | 4  | 3  | 1   |
| Paraguay  | 3   | 3  | 0  | 3  | 0  | 5  | 5  | 0   |
| Ecuador   | 1   | 3  | 0  | 1  | 2  | 2  | 5  | -3  |

#### Paraguay vs. Ecuador
| 3 de julio    | Paraguay | 0:0     | Ecuador | Estadio Brigadier General Estanislao López, Santa Fe        |                                                             |
| 18:30 (UTC-3) |          | Reporte |         | Asistencia: 20 000 espectadores Árbitro(s): Sergio Pezzotta | Asistencia: 20 000 espectadores Árbitro(s): Sergio Pezzotta |

| 1          | Guardameta     | Justo Villar         |     |
| 3          | Defensa        | Iván Piris           |     |
| 14         | Defensa        | Paulo da Silva       |     |
| 2          | Defensa        | Darío Verón          |     |
| 17         | Defensa        | Aureliano Torres     |     |
| 8          | Centrocampista | Edgar Barreto        | 37' |
| 20         | Centrocampista | Néstor Ortigoza      |     |
| 16         | Centrocampista | Cristian Riveros     |     |
| 21         | Centrocampista | Marcelo Estigarribia |     |
| 9          | Delantero      | Roque Santa Cruz     | 83' |
| 19         | Delantero      | Lucas Barrios        | 73' |
| Entrenador | Entrenador     | Gerardo Martino      |     |

| 1          | Guardameta     | Marcelo Elizaga            |     |
| 13         | Defensa        | Néicer Reasco              |     |
| 19         | Defensa        | Norberto Araujo            |     |
| 3          | Defensa        | Frickson Erazo             |     |
| 10         | Defensa        | Walter Ayoví               |     |
| 16         | Centrocampista | Antonio Valencia           | 46' |
| 8          | Centrocampista | Édison Méndez              | 81' |
| 14         | Centrocampista | Segundo Alejandro Castillo |     |
| 6          | Centrocampista | Christian Noboa            |     |
| 11         | Delantero      | Christian Benítez          |     |
| 9          | Delantero      | Felipe Caicedo             |     |
| Entrenador | Entrenador     | Reinaldo Rueda             |     |

| 13 | Centrocampista | Enrique Vera        | 37' |
| 18 | Delantero      | Nelson Haedo Valdez | 73' |
| 7  | Centrocampista | Pablo Zeballos      | 83' |

| 7  | Centrocampista | Michael Arroyo | 46' |
| 15 | Centrocampista | David Quiroz   | 81' |

| Amonestado | 51' | Iván Piris     |
| Amonestado | 90' | Pablo Zeballos |

| Árbitro             | Sergio Pezzotta    |
| Árbitros asistentes | Ricardo Casas      |
| Árbitros asistentes | Luis Abadie        |
| Cuarto árbitro      | Víctor Hugo Rivera |

| 1          | Guardameta     | Justo Villar         |     |
| 3          | Defensa        | Iván Piris           |     |
| 14         | Defensa        | Paulo da Silva       |     |
| 2          | Defensa        | Darío Verón          |     |
| 17         | Defensa        | Aureliano Torres     |     |
| 8          | Centrocampista | Edgar Barreto        | 37' |
| 20         | Centrocampista | Néstor Ortigoza      |     |
| 16         | Centrocampista | Cristian Riveros     |     |
| 21         | Centrocampista | Marcelo Estigarribia |     |
| 9          | Delantero      | Roque Santa Cruz     | 83' |
| 19         | Delantero      | Lucas Barrios        | 73' |
| Entrenador | Entrenador     | Gerardo Martino      |     |

| 1          | Guardameta     | Marcelo Elizaga            |     |
| 13         | Defensa        | Néicer Reasco              |     |
| 19         | Defensa        | Norberto Araujo            |     |
| 3          | Defensa        | Frickson Erazo             |     |
| 10         | Defensa        | Walter Ayoví               |     |
| 16         | Centrocampista | Antonio Valencia           | 46' |
| 8          | Centrocampista | Édison Méndez              | 81' |
| 14         | Centrocampista | Segundo Alejandro Castillo |     |
| 6          | Centrocampista | Christian Noboa            |     |
| 11         | Delantero      | Christian Benítez          |     |
| 9          | Delantero      | Felipe Caicedo             |     |
| Entrenador | Entrenador     | Reinaldo Rueda             |     |

| 13 | Centrocampista | Enrique Vera        | 37' |
| 18 | Delantero      | Nelson Haedo Valdez | 73' |
| 7  | Centrocampista | Pablo Zeballos      | 83' |

| 7  | Centrocampista | Michael Arroyo | 46' |
| 15 | Centrocampista | David Quiroz   | 81' |

| Amonestado | 51' | Iván Piris     |
| Amonestado | 90' | Pablo Zeballos |

| Árbitro             | Sergio Pezzotta    |
| Árbitros asistentes | Ricardo Casas      |
| Árbitros asistentes | Luis Abadie        |
| Cuarto árbitro      | Víctor Hugo Rivera |

| \| Estadísticas \| \| \| \| Tiros \| 11 \| 7 \| \| Tiros a puerta \| 6 \| 3 \| \| Faltas \| 12 \| 6 \| \| Saques de esquina \| 3 \| 6 \| \| Penaltis \| 0 \| 0 \| \| Fueras de juego \| 1 \| 1 \| | Alineación inicial  |                    |
| Estadísticas | Bandera de Paraguay | Bandera de Ecuador |
| Tiros | 11                  | 7                  |
| Tiros a puerta | 6                   | 3                  |
| Faltas | 12                  | 6                  |
| Saques de esquina | 3                   | 6                  |
| Penaltis | 0                   | 0                  |
| Fueras de juego | 1                   | 1                  |

#### Venezuela vs. Ecuador
| 9 de julio    | Venezuela       | 1:0 (0:0) | Ecuador | Estadio Padre Ernesto Martearena, Salta                    |                                                            |
| 18:30 (UTC-3) | C. González 61' | Reporte   |         | Asistencia: 12 000 espectadores Árbitro(s): Wálter Quesada | Asistencia: 12 000 espectadores Árbitro(s): Wálter Quesada |

| 1          | Guardameta     | Renny Vega          |     |
| 16         | Defensa        | Roberto Rosales     |     |
| 4          | Defensa        | Oswaldo Vizcarrondo |     |
| 20         | Defensa        | Grenddy Perozo      |     |
| 6          | Defensa        | Gabriel Cichero     |     |
| 11         | Centrocampista | César González      | 64' |
| 14         | Centrocampista | Franklin Lucena     |     |
| 8          | Centrocampista | Tomás Rincón        |     |
| 18         | Centrocampista | Juan Arango         |     |
| 9          | Delantero      | Giancarlo Maldonado | 80' |
| 7          | Delantero      | Miku                | 74' |
| Entrenador | Entrenador     | César Farías        |     |

| 1          | Guardameta     | Marcelo Elizaga            |     |
| 13         | Defensa        | Néicer Reasco              |     |
| 19         | Defensa        | Norberto Araujo            |     |
| 3          | Defensa        | Frickson Erazo             |     |
| 10         | Defensa        | Walter Ayoví               |     |
| 14         | Centrocampista | Segundo Alejandro Castillo | 75' |
| 6          | Centrocampista | Christian Noboa            |     |
| 11         | Centrocampista | Christian Benítez          |     |
| 8          | Centrocampista | Édison Méndez              |     |
| 7          | Centrocampista | Michael Arroyo             | 71' |
| 9          | Delantero      | Felipe Caicedo             |     |
| Entrenador | Entrenador     | Reinaldo Rueda             |     |

| 19 | Centrocampista | Jesús Meza        | 64' |
| 23 | Delantero      | Salomón Rondón    | 74' |
| 5  | Centrocampista | Giácomo Di Giorgi | 80' |

| 17 | Delantero      | Edson Montaño | 71' |
| 15 | Centrocampista | David Quiroz  | 75' |

| Anotado | 61' | César González | 1–0 |

| Árbitro             | Wálter Quesada  |
| Árbitros asistentes | Leonel Leal     |
| Árbitros asistentes | Miguel Nievas   |
| Cuarto árbitro      | Roberto Silvera |

| 1          | Guardameta     | Renny Vega          |     |
| 16         | Defensa        | Roberto Rosales     |     |
| 4          | Defensa        | Oswaldo Vizcarrondo |     |
| 20         | Defensa        | Grenddy Perozo      |     |
| 6          | Defensa        | Gabriel Cichero     |     |
| 11         | Centrocampista | César González      | 64' |
| 14         | Centrocampista | Franklin Lucena     |     |
| 8          | Centrocampista | Tomás Rincón        |     |
| 18         | Centrocampista | Juan Arango         |     |
| 9          | Delantero      | Giancarlo Maldonado | 80' |
| 7          | Delantero      | Miku                | 74' |
| Entrenador | Entrenador     | César Farías        |     |

| 1          | Guardameta     | Marcelo Elizaga            |     |
| 13         | Defensa        | Néicer Reasco              |     |
| 19         | Defensa        | Norberto Araujo            |     |
| 3          | Defensa        | Frickson Erazo             |     |
| 10         | Defensa        | Walter Ayoví               |     |
| 14         | Centrocampista | Segundo Alejandro Castillo | 75' |
| 6          | Centrocampista | Christian Noboa            |     |
| 11         | Centrocampista | Christian Benítez          |     |
| 8          | Centrocampista | Édison Méndez              |     |
| 7          | Centrocampista | Michael Arroyo             | 71' |
| 9          | Delantero      | Felipe Caicedo             |     |
| Entrenador | Entrenador     | Reinaldo Rueda             |     |

| 19 | Centrocampista | Jesús Meza        | 64' |
| 23 | Delantero      | Salomón Rondón    | 74' |
| 5  | Centrocampista | Giácomo Di Giorgi | 80' |

| 17 | Delantero      | Edson Montaño | 71' |
| 15 | Centrocampista | David Quiroz  | 75' |

| Anotado | 61' | César González | 1–0 |

| Árbitro             | Wálter Quesada  |
| Árbitros asistentes | Leonel Leal     |
| Árbitros asistentes | Miguel Nievas   |
| Cuarto árbitro      | Roberto Silvera |

| \| Estadísticas \| \| \| \| Tiros \| 13 \| 6 \| \| Tiros a puerta \| 6 \| 4 \| \| Faltas \| 9 \| 7 \| \| Saques de esquina \| 7 \| 1 \| \| Penaltis \| 0 \| 0 \| \| Fueras de juego \| 0 \| 4 \| | Alineación inicial   |                    |
| Estadísticas | Bandera de Venezuela | Bandera de Ecuador |
| Tiros | 13                   | 6                  |
| Tiros a puerta | 6                    | 4                  |
| Faltas | 9                    | 7                  |
| Saques de esquina | 7                    | 1                  |
| Penaltis | 0                    | 0                  |
| Fueras de juego | 0                    | 4                  |

#### Brasil vs. Ecuador
| 13 de julio   | Brasil                                    | 4:2 (1:1) | Ecuador             | Estadio Mario Alberto Kempes, Córdoba                       |                                                             |
| 21:45 (UTC-3) | Alexandre Pato 28', 61' · Neymar 48', 71' | Reporte   | F. Caicedo 36', 58' | Asistencia: 39 000 espectadores Árbitro(s): Roberto Silvera | Asistencia: 39 000 espectadores Árbitro(s): Roberto Silvera |

| 1          | Guardameta     | Júlio César    |     |
| 13         | Defensa        | Maicon         |     |
| 3          | Defensa        | Lúcio          |     |
| 4          | Defensa        | Thiago Silva   |     |
| 6          | Defensa        | André Santos   |     |
| 5          | Centrocampista | Lucas Leiva    |     |
| 8          | Centrocampista | Ramires        |     |
| 7          | Centrocampista | Robinho        |     |
| 10         | Centrocampista | Ganso          | 76' |
| 11         | Centrocampista | Neymar         | 79' |
| 9          | Delantero      | Alexandre Pato | 84' |
| Entrenador | Entrenador     | Mano Menezes   |     |

| 1          | Guardameta     | Marcelo Elizaga   |     |
| 13         | Defensa        | Néicer Reasco     | 81' |
| 19         | Defensa        | Norberto Araujo   |     |
| 3          | Defensa        | Frickson Erazo    |     |
| 10         | Defensa        | Walter Ayoví      |     |
| 5          | Centrocampista | Oswaldo Minda     |     |
| 6          | Centrocampista | Christian Noboa   | 89' |
| 7          | Centrocampista | Michael Arroyo    |     |
| 8          | Centrocampista | Édison Méndez     | 76' |
| 11         | Delantero      | Christian Benítez |     |
| 9          | Delantero      | Felipe Caicedo    |     |
| Entrenador | Entrenador     | Reinaldo Rueda    |     |

| 17 | Centrocampista | Elias       | 76' |
| 18 | Delantero      | Lucas Moura | 79' |
| 19 | Delantero      | Fred        | 84' |

| 23 | Delantero | Narciso Mina     | 76' |
| 21 | Defensa   | Gabriel Achilier | 81' |
| 17 | Delantero | Edson Montaño    | 89' |

| Anotado | 28' | Alexandre Pato | 1–0 |
| Anotado | 48' | Neymar         | 2–1 |
| Anotado | 61' | Alexandre Pato | 3–2 |
| Anotado | 71' | Neymar         | 4–2 |

| Anotado | 36' | Felipe Caicedo | 1–1 |
| Anotado | 58' | Felipe Caicedo | 2–2 |

| Amonestado | 70' | André Santos |

| Amonestado | 33' | Christian Noboa |

| Árbitro             | Roberto Silvera |
| Árbitros asistentes | Miguel Nievas   |
| Árbitros asistentes | Hernán Maidana  |
| Cuarto árbitro      | Sergio Pezzotta |

| 1          | Guardameta     | Júlio César    |     |
| 13         | Defensa        | Maicon         |     |
| 3          | Defensa        | Lúcio          |     |
| 4          | Defensa        | Thiago Silva   |     |
| 6          | Defensa        | André Santos   |     |
| 5          | Centrocampista | Lucas Leiva    |     |
| 8          | Centrocampista | Ramires        |     |
| 7          | Centrocampista | Robinho        |     |
| 10         | Centrocampista | Ganso          | 76' |
| 11         | Centrocampista | Neymar         | 79' |
| 9          | Delantero      | Alexandre Pato | 84' |
| Entrenador | Entrenador     | Mano Menezes   |     |

| 1          | Guardameta     | Marcelo Elizaga   |     |
| 13         | Defensa        | Néicer Reasco     | 81' |
| 19         | Defensa        | Norberto Araujo   |     |
| 3          | Defensa        | Frickson Erazo    |     |
| 10         | Defensa        | Walter Ayoví      |     |
| 5          | Centrocampista | Oswaldo Minda     |     |
| 6          | Centrocampista | Christian Noboa   | 89' |
| 7          | Centrocampista | Michael Arroyo    |     |
| 8          | Centrocampista | Édison Méndez     | 76' |
| 11         | Delantero      | Christian Benítez |     |
| 9          | Delantero      | Felipe Caicedo    |     |
| Entrenador | Entrenador     | Reinaldo Rueda    |     |

| 17 | Centrocampista | Elias       | 76' |
| 18 | Delantero      | Lucas Moura | 79' |
| 19 | Delantero      | Fred        | 84' |

| 23 | Delantero | Narciso Mina     | 76' |
| 21 | Defensa   | Gabriel Achilier | 81' |
| 17 | Delantero | Edson Montaño    | 89' |

| Anotado | 28' | Alexandre Pato | 1–0 |
| Anotado | 48' | Neymar         | 2–1 |
| Anotado | 61' | Alexandre Pato | 3–2 |
| Anotado | 71' | Neymar         | 4–2 |

| Anotado | 36' | Felipe Caicedo | 1–1 |
| Anotado | 58' | Felipe Caicedo | 2–2 |

| Amonestado | 70' | André Santos |

| Amonestado | 33' | Christian Noboa |

| Árbitro             | Roberto Silvera |
| Árbitros asistentes | Miguel Nievas   |
| Árbitros asistentes | Hernán Maidana  |
| Cuarto árbitro      | Sergio Pezzotta |

| \| Estadísticas \| \| \| \| Tiros \| 14 \| 13 \| \| Tiros a puerta \| 4 \| 4 \| \| Faltas \| 8 \| 15 \| \| Saques de esquina \| 3 \| 2 \| \| Penaltis \| 0 \| 0 \| \| Fueras de juego \| 2 \| 2 \| | Alineación inicial |                    |
| Estadísticas | Bandera de Brasil  | Bandera de Ecuador |
| Tiros | 14                 | 13                 |
| Tiros a puerta | 4                  | 4                  |
| Faltas | 8                  | 15                 |
| Saques de esquina | 3                  | 2                  |
| Penaltis | 0                  | 0                  |
| Fueras de juego | 2                  | 2                  |